# بری جنکینز
بری جنکینز (به انگلیسی: Barry Jenkins)؛ (زادهٔ ۱۹ نوامبر ۱۹۷۹) یک فیلم‌نامه‌نویس، و کارگردان فیلم اهل ایالات متحده آمریکا است. جنکینز ابتدا با فیلم تحسین شده دارویی برای افسردگی در سال ۲۰۰۸ اسم خود را مطرح کرد. با این‌حال او بخشی از هزینه‌های زندگی اش را از طریق نجاری تأمین می‌کرد تا اینکه در تأسیس یک شرکت تبلیغاتی شریک شد. جنکینز به عنوان نویسنده در سریال بسیار موفق «بازماندگان» همکاری کرد تا اینکه بعد از هشت سال تصمیم به ساخت فیلم جدید گرفت. مهتاب به تهیه‌کنندگی برد پیت پروژه جدید او بود که بدون هیچ سر و صدایی کلید خورد. با اعلام خبرهای رسمی فیلم حساسیت‌ها در مورد آن افزایش یافت. مهتاب بخاطر سوژه خاص و ملتهب خود توانست توجهات جهانی را معطوف خود کند. مهتاب با واکنش خیره‌کننده منتقدان همراه بوده‌است و امتیاز ۹۹/۱۰۰ را دریافت کرد و در هشت رشته از جمله بهترین فیلم نامزد دریافت جایزه اسکار شده‌است. مهتاب در هفتاد و چهارمین دوره گلدن گلوب موفق شد جایزه بهترین فیلم درام را از آن خود کند. بری جنکینز نامزد دریافت جایزه بهترین کارگردانی در گلدن گلوب بود که در نهایت این جایزه به دیمین شزل بخاطر ساخت فیلم لالا لند رسید. بری دوران کودکی بسیار سختی را پشت سر گذاشته است. او زمانی که بچه بود پدرش خانواده را ترک کرد چون معتقد بود بری پسر او نیست. بری وقتی دوازه سال داشت خبر مرگ پدرش را در کشوری دور دست شنید و او که مادرش هم رهایش کرده بود توسط زنی دیگر در یک خانواده شلوغ بزرگ شد.